# Sharon Cherop
Sharon Jemutai Cherop (16 de março de 1984) é uma corredora de longa distância queniana.
Aos 16 anos, conquistou uma medalha de prata nos 5.000 metros no Campeonato Mundial de Atletismo Júnior de 2000, em Santiago do Chile. Passando para o atletismo senior, ela levaria dez anos para conseguir seus melhores resultados internacionais, depois de passar para a competir na maratona.
Em 2010, ela começou sua carreira de vitórias na maratona vencendo a Maratona de Hamburgo, na Alemanha e a Maratona de Toronto, no Canadá. Nesta última, seu tempo – 2:22:42 – foi o mais rápido já registrado para a maratona feminina em solo canadense. Em 2011, ganhou a medalha de bronze no Campeonato Mundial de Atletismo de Daegu, na Coreia, uma prova em que o Quênia ganhou todas as medalhas, com Edna Kiplagat (ouro), Priscah Jeptoo (prata) e Cherop (bronze).
Em janeiro de 2012, depois de conseguir sua melhor marca - 2:22:39 – na Maratona de Dubai, venceu a Maratona de Boston em abril. Apesar disso, não conseguiu um dos três lugares na equipe queniana para a maratona olímpica de Londres 2012 e tentou uma vaga nos 10.000 m, mas ficou apenas em nono lugar na seletiva olímpica.